# Mordella maroniensis
Mordella maroniensis es una especie de coleóptero de la familia Mordellidae.

## Distribución geográfica
Habita en Sudamérica.